# فهرست دختران شایسته سال ایران
انتخاب دختر شایسته ایران، از ابتکارهای مجلهٔ زن روز وابسته به مؤسسهٔ مطبوعاتی-انتشاراتی کیهان بود که با نام دختر بهار در سال ۱۹۶۵ آغاز شد و خانم سیما ایزدجو برنده اولین مسابقه شد.
این مراسم به صورت رسمی از سال ۱۳۴۵ با نام دختر شایسته ایران برگزار شد و ۱۳ دختر برگزیده در هر سال به مسابقه انتخاب دختر شایسته جهان فرستاده شدند که از بین آنان الهه عضدی و شهره نیک‌پور، عنوان دختر شایسته جهان را به‌دست آوردند. دختران ایران از سال ۱۹۶۶ تا ۱۹۷۴ در رقابت‌های Teen Princess و از سال ۱۹۷۵ تا ۱۹۷۸ در رقابت‌های Miss Teenage Intercontinental شرکت کردند. پس از سال ۱۹۷۸ به دلیل وقوع انقلاب اسلامی درایران رقابت‌های دختر شایسته ایران، دیگر برگزار نشد.

## فهرست برندگان
| سال  | دختر شایسته ایران                   | دختر شایسته جهان             | کشور برنده | میزبان             | عنوان                         | تصویر |
| ---- | ----------------------------------- | ---------------------------- | ---------- | ------------------ | ----------------------------- | ----- |
| ۱۹۶۵ | سیما ایزدجو                         |                              |            |                    |                               |       |
| ۱۹۶۶ | میترا نیکان پور                     | ریکو اوشیدا                  | ژاپن       | شیکاگو، آمریکا     | Teen Princess                 |       |
| ۱۹۶۷ | شهلا وهاب‌زاده - رتبه سوم جهان       | کریستینا کان کان پا          | فنلاند     | شیکاگو، آمریکا     | Teen Princess                 |       |
| ۱۹۶۸ | الهه عضدی - رتبه اول جهان           | الهه عضدی                    | ایران      | شیکاگو، آمریکا     | Teen Princess                 |       |
| ۱۹۶۹ | ریتا جبلی                           | شارونا مارش                  | اسرائیل    | شیکاگو، آمریکا     | Teen Princess                 |       |
| ۱۹۷۰ | شعله زند                            | الیزابت کروگ                 | نروژ       | برلین، آلمان       | Teen Princess                 |       |
| ۱۹۷۱ | مهوش صبحی                           | ماریا کونچیتا آلونسو بوتسیلو | ونزوئلا    | لیسبون، پرتغال     | Teen Princess                 |       |
| ۱۹۷۲ | رؤیا روحانی مقدم - رتبه دوم جهان    | کتی سنت جونز                 | آمریکا     | برلین، آلمان       | Teen Princess                 |       |
| ۱۹۷۳ | سوسن حکیما                          | اوته کیتل برگر               | آلمان      | ازمیر، ترکیه       | Teen Princess                 |       |
| ۱۹۷۴ | سهیلا جرجانی                        | وانی گوجرال                  | هند        | کاراکاس، ونزوئلا   | Teen Princess                 |       |
| ۱۹۷۵ | شهره نیکپور - رتبه اول جهان         | شهره نیکپور                  | ایران      | اورنج اشتاد، آروبا | Miss Teenage Intercontinental |       |
| ۱۹۷۶ | جلوه پالیزبان                       | ایوانا ناوارو                | نیکاراگوئه | اورنج اشتاد، آروبا | Miss Teenage Intercontinental |       |
| ۱۹۷۷ | افسانه بنی اردلان - رتبه چهارم جهان | الیزابت آن جونز              | انگلستان   | اورنج اشتاد، آروبا | Miss Teenage Intercontinental |       |
| ۱۹۷۸ | ترانه کی‌سر                          | الیزابت آنیتا ردی            | هند        | اورنج اشتاد، آروبا | Miss Teenage Intercontinental |       |